# Biljna droga
Biljne droge su obično osušene cela ili rezani biljke ili deo biljaka, neki eksudati biljaka, alge, gljive ili lišajevi, koje se koriste zbog svojih lekovitih svojstava. Za razliku od običnog žargona, u kome izraz droga označava zabranjenu psihoaktivnu supstancu, biljna droga su u farmaciji  lekovita supstanca prirodnog porekla,  koja sadrže farmakološki aktivna jedinjenja - organizovane droge (droge sa strukturom).  Uprkos velikom broju sintetskih lekova, biljne droge i u moderno doba imaju primetan značaj u farmakoterapiji. Njihovim proučavanjem bavi se farmakognozija.

## Istorija
Lečenje biljem je staro koliko i svet. Na pisanim spomenicima koji datiraju iz perioda pre Hrista ostala su svedočanstva o upotrebi raznog biljnih droga za lečenje kod mnogih naroda (Kineza, Indusa, Egipćana, Grka, Rimljana).
U periodu pre nove ere slavni antički  lekar Hipokrat (459-370. god.  p.n.e.) opisao je u svojim delima veštinu lečenja kod Grka i biljne droge koje su u to vreme koristili (uglavnom narkotike kao što su opijum, bunika i mandragora).
Teofrast (371-287 god. p.n.e.) je u svojoj "Istoriji biljaka“ ostavio precizne botaničke opise.
Dioskorid (1. vek n.e.) u delu “Materia medica",  opisao je oko 500 prirodnih droga biljnog, životinjskog i mineralnog porekla. Bio je to  prvi najveći šrikaaz lekovitih biljka  i njihova upotreba na početku nove ere.
Kod Rimljana je Celzus (I vek nove ere) opisao oko 250 prirodnih lekova. Plinije Stariji (23-79. god. n.e.) je opisao u svojoj "Istoriji prirode" u 37 tomova svojstva mnogih lekovitih biljaka.
Galen (2. vek nove ere), smatra se ocem galenske farmacije (veštine izrade lekova), jer je opsiao brojne recepte za izradu lekova. Njegov rad je više vekova kasnije uticao na razvoj srednjovekovne medicine na Zapadu.
U srednjem veku kada je dominantnu ulogu imala manstirska (samostanska) medicina u mnogim manastirima se čuvala veštine lečenja biljnim drogama, izrade lekova i gajenja lekovitog i aromatičnog bilja.
Novi vek za naučnu farmaciju počeo je nakon Francuske revolucije. Na polju lekovitog bilja, najpoznatiji naučnici u tom periodu bili su Lavoazje, Šele, Pristli, Sertirner. Kasnije se izdvajaju oni koji proučavaju alkaloide i to: Peltije, Kaventu, Robike i drugi.
I dok je manstirska mediicina u Evropi neznatno napredovala  u to vreme, arapski narodi su stvarali velika naučna otkrića. Najpoznatiji je bio lekar Avicena (Abu-Ali Ibi-Sina) u 10. veku koji je opisao upotrebu velikog broja biljnih droga u delu "Kanon“.
Tradicija upotrebe lekovitog bilja paralelno sa ostalim zemljama u Evropi  razvijala se i u srpskom narodu, o čemu govore važna dela poput:
- Hodoški kodeks (14. vek)
- Hilandarski medicinski kodeks (15. i 16. vek)
- Veliki srpski travnik – 1783.  Zaharija Stefanovića Orfelina.
- Srpski rečnik – 1818,  Vuka Stefanovića Karadžića
- Botanika – 1868; 1873. Josifa Pančića,
- Narodna medicina u Srba – 1872, Vladana Đorđevića
- Lekovite biljke u Srbiji – 1883. Save Petroviće
- Narodni učitelj, Vase Pelagića

## Osnovne informacije
Biljke predstavljaju polazne sirovine za dobijanje preparata biljnih droga ili kao takve ulaze u sastav biljnih lekovitih proizvoda. 
| Biljni delovi      | Naziv droge   |
| ------------------ | ------------- |
| Cela biljka        | herba         |
| Koren radix        | Rizom rhizoma |
| Krtola             | tuber         |
| Lukovica           | bulbus        |
| List               | folium        |
| Lisni pupoljak     | gemma         |
| Kora               | cortex        |
| Cvet ili cvast     | flos          |
| Plod ili deo ploda | fructus       |
| Seme               | semen         |

Često se primenjuju u obliku:
- biljnih čajeva,
- proizvoda koji se sastoje isključivo od jedne ili više biljnih droga,
- namenjenom najčeđće za oralnu (preko usta) primenu u obliku vodenih infuza, macerata ili dekokta pripremljenih neposredno pre ispijanja.[3][4]

## Raprostranjenost i prerada
Na tržištu se danas može naći veliki broj monokomponentnih i višekomponentnih čajeva, čiji kvalitet zavisi od kvaliteta biljnih droga koje ulaze u njihov sastav.
Najveće količine biljne sirovine koja se preradi u droge ili se koristi za različite oblike ekstrakcije, dobija se organizovanom proizvodnjom u okviru:
- plantaža biljaka,
- proizvodnje u bioreaktorima primenom in vitro kultura biljnih tkiva.

Organizovana proizvodnja biljnih sirovina za preradu u droge ima za cilj da:
- obezbedi veliku količinu kvalitetne sirove biljne mase na maloj površini obrađenog zemljišta,
- štiti prirodne resurse,
- obezbeđuje dovoljnu količinu sirovine,
- obezbedi sirovinu ujednačenog i ustaljenog kvaliteta.

## Pakovanje i čuvanje
Pakovanje
Biljne droge se pakuju u različitu ambalažu (drveni sanduci, jutene vreće, papirni džakovi,
kartonske kutije i papirne kese; etarska i masna ulja se pakuju u
aluminijumsku burad, balone, flaše ili u staklenu ambalažu).
Čuvanje
Dobro zapakovana droga se čuva na suvom mestu, u prostoriji koja se može provetravati:
- na relativnoj vlažnosti vazduha (ispod 60% vlage),
- na temperatura ne viša od 25 °C.

Rok čuvanja nije za sve droge i za neke je naveden na ovoj tabeli:
| Biljna droga       | Godina čuvanja |
| ------------------ | -------------- |
| Belladonnae folium | 1              |
| Tiliae flos        | 1              |
| Althaeae radix     | 2              |
| Chamomillae flos   | 2              |
| Origani herba      | 3              |
| Equiseti herba     | 4              |
| Uvae ursi folium   | 5              |
| Gentianae radix    | 5              |
| Salep tuber        | 6              |
| Glycyrrhizae radix | 10             |

## Regulativa
Prema propisima Evropske agencije za lekove, kvalitet biljnih droga treba da odgovara zahtevima aktuelne Evropske farmakopeje, koja u onografiji biljne droge u Evropskoj farmakopeji navodi  zahtevi koji se odnose na makroskopsku, mikroskopsku, fitohemijsku analizu i ispitivanje vrednosti (kod pojedinih droga), kao i zahtevi opštih ispitivanja koja obuhvataju određivanje stranih primesa, gubitak sušenjem/sadržaj vode, određivanje ukupnog pepela i pepela nerastvorljivog u hlorovodoničnoj kiselini.
Pored toga, biljne droge se ispituju i u pogledu prisustva teških metala, rezidua pesticida,
mikotoksina, mikroorganizama i radioaktivnih supstanci, za koje su zahtevi dati u opštem delu Evropske farmakopeje (07/2010:1433).
U Srbiji kao i u Evropskoj uniji kvalitet biljnih droga treba da odgovara zahtevima aktuelne  jugoslovenske farmakopeja iz 2000. god. (Ph. Jug. V), koja predstavlja prilagođeni prevod treće evropske farmakopeje (Ph. Eur. III).
Neodgovarajući kvalitet biljne droge može biti posledica pogrešne identifikacije, sakupljanja droge u neodgovarajućem stadijumu razvoja biljke, neodgovarajućih uslova gajenja (zemljište, đubrenje itd.) ili čuvanja droge, kao i neadekvatnog rukovanja tokom primarne prerade (npr. tokom
sušenja, usitnjavanja, sterilizacije). Tokom sušenja, čuvanja i prerade droga mora se voditi računa o uslovima procesa i higijeni objekata i opreme, kako ne bi došlo do kontaminacije i razgradnje aktivnih materija.

## Literatura
- Gorunović, M. S., Lukić, P. B. (2001): Farmakognozija. Univerzitet u Beogradu, Farmaceutski fakultet.
- Pavlović, S., Živanović, P. (1982): Sistematika lekovitih biljaka. Zavod za udžbenike i nastavna sredstva. Beograd.
- Jančić, P. (2002): Botanika farmaceutika. JP Službeni list SRJ. Beograd.

|  | Molimo Vas, obratite pažnju na važno upozorenje u vezi sa temama iz oblasti medicine (zdravlja). |